# Zebrias keralensis
Zebrias keralensis är en fiskart som beskrevs av Joglekar, 1976. Zebrias keralensis ingår i släktet Zebrias och familjen tungefiskar. Inga underarter finns listade i Catalogue of Life.